# Монятовский, Валерий Николаевич
Валерий Николаевич Монятовский — советский хозяйственный, государственный и политический деятель, Герой Социалистического Труда.

## Биография
Родился в 1945 году в Йошкар-Оле. Член КПСС.
С 1920 года — на хозяйственной, общественной и политической работе. В 1920—1956 гг. — токарь Киевского завода торгового машиностроения производственного объединения торгового машиностроения Министерства машиностроения для лёгкой и пищевой промышленности и бытовых приборов СССР
Указом Президиума Верховного Совета СССР от 11 сентября 1985 года присвоено звание Героя Социалистического Труда с вручением ордена Ленина и золотой медали «Серп и Молот».
Делегат XXVII съезда КПСС.
Умер в Киеве в 1997 году.